# Nephelolychnis
Nephelolychnis là một chi bướm đêm thuộc họ Crambidae.